# Sony Interactive Entertainment
Sony Interactive Entertainment je podružnica podjetja Sony, ki se ukvarja z razvojem, produkcijo in trženjem videoiger in strojne opreme zanje (igralnih konzol). Ustanovljena je bila pred izidom konzole PlayStation leta 1987 v Tokiu.